# Motorrad-Europameisterschaft 2006
In der Motorrad-Europameisterschaft-Saison 2006 wurden sechs Rennen ausgetragen.

## Rennen
| Rennen | Land                   | Strecke                       |
| ------ | ---------------------- | ----------------------------- |
| 1      | Spanien                | Circuit Ricardo Tormo         |
| 2      | Italien                | Autodromo Nazionale Monza     |
| 3      | Vereinigtes Königreich | Silverstone Circuit           |
| 4      | Italien                | Misano World Circuit          |
| 5      | Tschechien             | Automotodrom Brno             |
| 6      | Vereinigtes Königreich | Brands Hatch Circuit          |
| 7      | Niederlande            | TT Circuit Assen              |
| 8      | Deutschland            | EuroSpeedway Lausitz          |
| 9      | Italien                | Autodromo Enzo e Dino Ferrari |
| 10     | Frankreich             | Circuit de Nevers Magny-Cours |

## Endergebnisse

### Klasse bis 125 cm³
| Platz | Fahrer              | Land        | Maschine | Spanien | Italien | Vereinigtes Konigreich | Italien | Tschechien | Vereinigtes Konigreich | Gesamt |
| ----- | ------------------- | ----------- | -------- | ------- | ------- | ---------------------- | ------- | ---------- | ---------------------- | ------ |
| 1     | Philipp Eitzinger   | Osterreich  | Honda    | 8       | 20      | 25                     | 20      | 25         | 16                     | 114    |
| 2     | Igor Kalab          | Tschechien  | Aprilia  | 25      |         | 20                     | 16      | 16         |                        | 77     |
| 3     | Nico Vivarelli      | Italien     | Honda    | 16      |         | 8                      | 5       |            | 25                     | 54     |
| 4     | Sascha Hommel       | Deutschland | Aprilia  |         |         | 10                     | 10      | 13         | 13                     | 46     |
| 5     | Michal Sembera      | Tschechien  | Honda    |         |         | 16                     | 11      | 9          |                        | 36     |
| 6     | Roberto Lacalendola | Italien     | Honda    | 11      | 13      |                        | 9       |            |                        | 33     |
| 7     | Tobias Siegert      | Deutschland | Aprilia  |         |         | 6                      | 3       |            | 20                     | 29     |
| 8     | Dominique Aegerter  | Schweiz     | Honda    | 4       |         |                        | 25      |            |                        | 29     |
| 9     | Alen Györfi         | Ungarn      | Honda    | 1       | 10      | 11                     | 6       |            |                        | 28     |
| 10    | Gert-Jan Kok        | Niederlande | Honda    |         | 6       |                        |         | 20         |                        | 26     |
|       | ...                 |             |          |         |         |                        |         |            |                        |        |
| 12    | Thomas Mayer        | Deutschland | Aprilia  | 2       |         | 13                     | 7       |            |                        | 22     |
| 14    | Robin Lässer        | Deutschland | KTM      | 20      |         |                        |         |            |                        | 20     |
| 17    | Georg Fröhlich      | Deutschland | Honda    |         | 16      |                        |         |            |                        | 16     |
| 19    | Randy Krummenacher  | Schweiz     | KTM      | 13      | 1       |                        |         |            |                        | 14     |
| 20    | Sebastian Eckner    | Deutschland | Honda    |         |         |                        | 13      |            |                        | 13     |
| 29    | Joshua Sommer       | Deutschland | Aprilia  |         | 8       |                        |         |            |                        | 8      |
| 38    | Thomas Caiani       | Schweiz     | Aprilia  |         |         |                        |         |            | 5                      | 5      |
| 44    | Steven Michels      | Deutschland | Honda    |         | 3       |                        |         |            |                        | 3      |

### Klasse bis 250 cm³
| Platz | Fahrer              | Land                   | Maschine | Spanien | Italien | Vereinigtes Konigreich | Italien | Tschechien | Vereinigtes Konigreich | Gesamt |
| ----- | ------------------- | ---------------------- | -------- | ------- | ------- | ---------------------- | ------- | ---------- | ---------------------- | ------ |
| 1     | Álvaro Molina       | Spanien                | Aprilia  |         | 25      | 25                     | 25      | 25         | 25                     | 125    |
| 2     | Michal Filla        | Tschechien             | Yamaha   | 11      | 13      | 8                      | 20      | 20         | 11                     | 83     |
| 3     | Nicklas Cajback     | Schweden               | Aprilia  | 20      | 20      | 11                     | 10      | 9          |                        | 70     |
| 4     | Yves Polzer         | Osterreich             | Aprilia  | 16      | 3       | 9                      | 16      | 10         | 13                     | 67     |
| 5     | Thomas Walther      | Deutschland            | Honda    |         | 10      | 10                     | 13      | 13         | 10                     | 56     |
| 6     | Hans Smees          | Niederlande            | Aprilia  | 5       | 6       | 16                     |         | 11         | 16                     | 54     |
| 7     | Nikola Milovanovic  | Schweden               | Aprilia  | 13      | 5       |                        | 7       | 16         | 7                      | 48     |
| 8     | Dan Linfoot         | Vereinigtes Konigreich | Honda    | 25      |         |                        |         |            | 20                     | 45     |
| 9     | Luke Lawrence       | Vereinigtes Konigreich | Yamaha   | 4       | 7       |                        | 6       | 8          | 9                      | 34     |
| 10    | Patrizio Binucci    | Italien                | Aprilia  | 7       | 9       | 7                      | 9       |            |                        | 32     |
| 11    | Steve Jenkner       | Deutschland            | Fantic   |         | 16      | 13                     |         |            |                        | 29     |
|       | ...                 |                        |          |         |         |                        |         |            |                        |        |
| 16    | Roger Heierli       | Schweiz                | Honda    |         | 1       |                        | 4       |            | 8                      | 13     |
| 31    | Meik Kevin Minnerop | Deutschland            | Honda    |         |         | 3                      |         |            |                        | 3      |
| 34    | Oliver Kohlinger    | Deutschland            | Honda    |         |         |                        | 2       |            |                        | 2      |
| 36    | Wolfgang Schuster   | Deutschland            | Yamaha   |         |         |                        | 1       |            |                        | 1      |

### Supersport
| Platz | Fahrer            | Land        | Maschine | Spanien | Italien | Vereinigtes Konigreich | Italien | Tschechien | Vereinigtes Konigreich | Gesamt |
| ----- | ----------------- | ----------- | -------- | ------- | ------- | ---------------------- | ------- | ---------- | ---------------------- | ------ |
| 1     | Diego Giugovaz    | Italien     | Yamaha   | 20      | 11      | 20                     | 9       | 16         | 20                     | 96     |
| 2     | Guglielmo Tarizzo | Italien     | Honda    | 13      |         | 13                     | 20      | 20         | 16                     | 82     |
| 3     | Gioele Pellino    | Italien     | Yamaha   |         |         |                        | 25      | 13         | 25                     | 63     |
| 4     | Vaclav Bittmann   | Tschechien  | Honda    | 6       | 4       | 9                      | 13      | 9          | 11                     | 52     |
| 5     | Jose Luis Aldoma  | Spanien     | Yamaha   | 9       | 13      | 16                     |         | 10         |                        | 48     |
| 6     | Arie Vos          | Niederlande | Honda    | 16      | 25      |                        |         |            |                        | 41     |
| 7     | Patrik Vostárek   | Tschechien  | Honda    |         |         | 10                     | 11      |            | 9                      | 30     |
| 8     | Andrea Mancini    | Italien     | Yamaha   |         |         | 8                      | 10      |            | 8                      | 26     |
| 9     | Stefano Cruciani  | Italien     | Honda    | 25      |         |                        |         |            |                        | 25     |
| 9     | Mikael Nilsson    | Schweden    | Suzuki   |         |         |                        |         | 25         |                        | 25     |
|       | ...               |             |          |         |         |                        |         |            |                        |        |
| 16    | Rico Penzkofer    | Deutschland | Yamaha   |         |         |                        | 16      |            |                        | 16     |

### Superstock
| Platz | Fahrer              | Land        | Maschine | Spanien | Italien | Vereinigtes Konigreich | Italien | Tschechien | Vereinigtes Konigreich | Niederlande | Deutschland | Italien | Frankreich | Gesamt |
| ----- | ------------------- | ----------- | -------- | ------- | ------- | ---------------------- | ------- | ---------- | ---------------------- | ----------- | ----------- | ------- | ---------- | ------ |
| 1     | Xavier Siméon       | Belgien     | Suzuki   | 25      | 25      | 20                     | 20      | 25         | 25                     | 20          | 16          | 20      | 25         | 221    |
| 2     | Niccolò Canepa      | Italien     | Ducati   | 20      |         | 25                     | 16      | 20         | 20                     | 25          | 25          |         |            | 151    |
| 3     | Davide Giugliano    | Italien     | Kawasaki | 10      | 20      | 16                     | 25      |            | 13                     | 16          | 20          | 25      |            | 145    |
| 4     | Domenico Colucci    | Italien     | Ducati   | 8       | 10      | 13                     | 9       | 9          |                        | 9           | 13          | 7       | 9          | 91     |
| 5     | Andrea Antonelli    | Italien     | Honda    | 1       |         | 11                     | 11      | 16         | 16                     | 13          |             |         | 20         | 88     |
| 6     | Ondřej Ježek        | Tschechien  | Kawasaki | 6       | 6       | 7                      | 5       | 13         | 10                     | 4           | 10          |         |            | 61     |
| 7     | Mikael Savary       | Schweiz     | Yamaha   | 9       | 9       | 5                      |         | 6          | 5                      | 7           |             |         | 8          | 49     |
| 8     | Renato Constantini  | Italien     | Honda    |         | 11      | 10                     | 8       |            | 11                     |             | 8           |         |            | 48     |
| 8     | Andrzej Chmielewski | Polen       | Yamaha   | 4       | 2       |                        | 1       | 11         |                        | 8           | 7           | 8       | 7          | 48     |
| 8     | Daniele Beretta     | Italien     | Suzuki   | 3       | 5       | 3                      | 10      | 10         | 7                      |             |             | 10      |            | 48     |
|       | ...                 |             |          |         |         |                        |         |            |                        |             |             |         |            |        |
| 14    | Gregory Junod       | Schweiz     | Suzuki   |         | 7       | 6                      | 6       |            | 4                      | 11          |             | 5       |            | 39     |
| 15    | Daniel Sutter       | Schweiz     | Honda    | 8       |         |                        | 3       | 8          | 8                      | 3           | 6           |         | 1          | 37     |
| 26    | Dennis Bigloch      | Deutschland | Yamaha   |         |         |                        |         |            |                        |             | 6           | 6       |            | 12     |